# Thomas Wilson Barnes
Thomas Wilson Barnes (Londra, 1825 – Londra, 20 agosto 1874) è stato uno scacchista inglese.
È noto per aver ottenuto buoni risultati contro Paul Morphy durante la tournée europea di quest'ultimo del 1858/59. Nel corso di diversi match amichevoli ne uscì sconfitto (+7 -19 =1), ma fu l'unico a vincere ben sette partite contro il campione americano.  
Nel torneo di Londra 1862, l'unico a cui partecipò, si classificò quinto a pari punti con Serafino Dubois e Wilhelm Steinitz. Vinse contro Joseph Blackburne, Augustus Mongredien, Valentine Green e James Robey, ma perse sia con Dubois che con Steinitz. 
Essendo in notevole sovrappeso, fece una forte cura dimagrante con la quale perse oltre 50 kg in dieci mesi, ma ciò gli risultò fatale e morì a 49 anni nel 1874.
Prendono il suo nome l'apertura Barnes (1. f3) e la difesa 1. ...f6 contro l'apertura di re.  Con quest'ultima, nonostante sia considerata scorretta, vinse una partita contro Paul Morphy  (vedi la partita online).